# Pagamento d'indebito
Nell'ordinamento italiano è definibile pagamento d'indebito "l'esecuzione di una prestazione non dovuta"; tale esecuzione si distingue in "indebito oggettivo" (quando la prestazione è eseguita in forza di un titolo inesistente o inefficace; art. 2033 del C.C.) e "soggettivo" (si adempie un debito altrui credendo erroneamente di essere il debitore obbligato; art. 2036 C.C.). Colui che riceve il pagamento non dovuto è tenuto alla sua restituzione; il pagamento d'indebito è dunque fattispecie idonea a generare obbligazione ex articolo 1173 del Codice Civile.
Come l'illecito, anche l'indebito determina la lesione di un interesse protetto, ma le due figure sono diverse poiché nell'indebito è lo stesso danneggiato a dare causa alla lesione. Ovviamente, si avrà un illecito nei casi in cui la prestazione è stata estorta con dolo o violenza.

## Storia
Nel diritto romano classico erano previste due ipotesi di azioni restitutorie (condictiones) per far fronte a prestazioni non dovute: principali erano la condictio indebiti (accordata per una prestazione in senso lato non dovuta) e la condictio sine causa (utile per prestazioni eseguite ma prive di causa giustificativa).

## Indebito oggettivo
Presupposto dell'indebito oggettivo è il pagamento non dovuto. Per pagamento s'intende ogni conferimento di beni, anche non sorretto da intento solutorio. L'istituto sembra riferirsi alle sole prestazioni materiali, con esclusione quindi degli atti giuridici; una prestazione consistente in un atto giuridico non è ripetibile, essendo al più da valutare sotto il profilo della sua validità.
Ulteriore elemento è costituito dalla mancanza del titolo del pagamento, cioè del rapporto o del negozio in esecuzione del quale viene posta in essere la prestazione. La mancanza del titolo può essere originaria o sopravvenuta (frequenti sono i seguenti casi: inesistenza della fonte del debito, pregressa estinzione del rapporto, assenza di legittimazione del destinatario della prestazione, titolo nullo, annullato o risolto). In questi casi, ogni parte ha diritto di ripetere la prestazione, anche quando non si è ancora verificato l'effetto traslativo. Quando oggetto della prestazione è l'alienazione di cosa determinata ed il titolo è nullo o risolto, l'alienante, a seconda dei casi, conserva o riacquista la proprietà del bene, quindi può utilizzare l'azione di ripetizione o quella di rivendica.
Circa i soggetti dell'indebito oggettivo, il soggetto che compie l'azione è l'adempiente (solvens), ovvero colui al quale viene imputato l'adempimento; se il pagamento è fatto a mezzo di ausiliario o di rappresentanti, è considerato comunque adempiente chi si è servito di costoro. Se invece il pagamento è fatto da un terzo in nome proprio, costui avrà il diritto di ripetizione. Colui che riceve l'indebito è l'accipiente (accipiens). In caso di pagamento al creditore apparente, la legge collega effetti liberatori a questo adempimento, ponendo una deroga al principio della ripetizione dell'indebito. Tuttavia, il legittimato apparente è comunque tenuto a restituire la prestazione al vero creditore secondo le norme proprie della ripetizione dell'indebito (art. 1189 comma 2); viene così disposta la ripetizione a vantaggio di chi non ha effettuato la prestazione perché altrimenti si danneggerebbe il vero creditore (abbiamo allora un'ipotesi di surrogazione legale dell'interessato nel diritto di ripetizione dell'adempiente).
Riguardo all'oggetto della ripetizione, occorre tenere presente come essa sia volta al recupero di quanto versato, la restituzione da chi ha ricevuto indebitamente un bene; così, i beni mobili vengono restituiti tramite consegna, mentre per gli immobili serve un atto scritto di ritrasferimento suscettibile di trascrizione (è ammessa la possibilità di ottenere il loro ritrasferimento chiedendo una sentenza di esecuzione in forma specifica). L'accipiente di mala fede restituisce anche frutti ed interessi dal giorno del pagamento d'indebito, oppure – se questi era in buona fede – dal giorno della domanda di ripetizione; si applicano poi gli articoli 1149 – 1152 del codice civile. Se il bene è perito o, per qualsiasi altra causa, non si può restituire, la legge distingue i casi in cui l'accipiens ha ricevuto la cosa in buona fede (ed allora l'impossibilità di restituzione lo libera dall'obbligo, ed egli risponderà nei limiti dell'arricchimento conseguito) dai casi in cui, invece, la cosa è stata ricevuta in mala fede (ed in questi casi l'accipiens dovrà restituire il valore). Se la prestazione ha ad oggetto cose generiche, devono essere restituiti beni nella stessa quantità e qualità; se invece ha ad oggetto una somma di denaro, la somma va restituita in base al suo valore nominale, unitamente alla corresponsione degli interessi legali a partire dalla domanda di ripetizione (se l'accipiens era in buona fede) o dalla prestazione (in caso di mala fede). L'alienazione dalla cosa a terzi libera l'accipiens dall'obbligo di restituzione se realizzata in buona fede, ma dovrà restituire il corrispettivo ricavato dalla vendita. Se il trasferimento è a titolo gratuito, chi ha subito l'indebito può agire verso il compratore nei limiti del suo arricchimento. Chi ha ricevuto o alienato la cosa in mala fede deve restituirla o corrisponderne il valore, ma colui che ha subito l'indebito può preferire l'azione per ottenere il corrispettivo ricevuto (siamo infatti in presenza di un'obbligazione alternativa con scelta rimessa al creditore). Inoltre, sempre in caso di mala fede, è ammesso in giurisprudenza che chi ha subito l'indebito possa agire direttamente verso il compratore per ottenere il corrispettivo, mantenendo però, in caso di infruttuosa escussione dell'alienatario, le proprie pretese verso l'accipiens. L'accipiens in mala fede che ha trasferito la cosa a titolo gratuito deve corrispondere il valore e, se non ha abbastanza beni che permettano all'adempiente di soddisfarsi, allora l'adempiente stesso si potrà rivolgere al compratore nei limiti del suo arricchimento. La responsabilità del compratore persiste anche quando rialiena la cosa in mala fede.

## Indebito
Per l'indebito sono previsti due casi:
1. L'indebito oggettivo (ex latere accipientis): si verifica quando chi è debitore adempie ad un soggetto che non è creditore o non è legittimato a ricevere, in questo caso si applica la disciplina contenuta nell'art. 2033 coordinata con quella dell'art. 1189. Si deve constatare la buona fede o meno del debitore per individuare il soggetto che ha titolo per chiedere la ripetizione. Se il debitore era in buona fede egli è liberato dall'obbligazione e il vero creditore ha titolo per chiedere la ripetizione, se il debitore era in malafede deve ripetere l'adempimento al vero creditore e ha titolo per chiedere la ripetizione dell'indebito da colui che non era creditore;
2. L'indebito soggettivo (ex latere solventis) è il pagamento del debito eseguito da chi, per errore, si crede debitore; malgrado la differenza con l'indebito oggettivo, il fondamento della ripetizione è lo stesso, ovvero la prestazione non dovuta. La non doverosità della prestazione dipende non tanto dall'errore del solvens, quanto dal fatto che si riferisce ad un rapporto obbligatorio in realtà inesistente. Presupposti sono l'esistenza del credito in capo all'accipiens e l'errore scusabile dell'adempiente. La ripetizione non è dovuta se il creditore si è in buona fede privato del titolo o della garanzia del credito. L'errore dell'adempiente è determinante per potersi parlare d'indebito soggettivo; infatti, il creditore comunque riceve quanto gli è dovuto e l'ordinamento ammette che ogni terzo è legittimato a adempiere un debito altrui. Quindi, dato che il solvens è considerabile come un terzo adempiente, la ripetizione può essere un suo diritto solo quando si credeva erroneamente obbligato. La scusabilità dell'errore introduce in capo al solvens un onere di ordinaria diligenza rispetto al preventivo accertamento delle proprie posizioni debitorie. La ripetizione è regolata in modo analogo rispetto all'indebito oggettivo.

## Casi speciali di indebito
In caso d'indebito ricevuto da un incapace, la legge (art. 2039) stabilisce che quest'ultimo è responsabile solo nei limiti in cui la prestazione sia stata rivolta a suo vantaggio (cioè, se la prestazione poteva essere realmente usata dall'incapace; qui il vantaggio non è meramente economico). L'art. 2039 è applicabile anche all'incapace naturale. La pubblica amministrazione è sottoposta alle norme comuni sull'indebito e la competenza a decidere delle relative azioni è del giudice ordinario.